# Batalla de Duma
La batalla de Duma fue un enfrentamiento militar durante la Guerra Civil Siria. La batalla empezó el 21 de enero de 2012, cuando los combatientes del Ejército Libre Sirio (ELS) cambiaron sus tácticas de guerra de guerrillas de atacar y retirarse en los suburbios de Damasco a realizar un asalto contra unidades del ejército. Previamente, en enero, el ELS había capturado el pueblo de Zabadani, y por lo tanto, ganado el control de grandes partes de Duma. Tras una ofensiva general en los suburbios, Duma fue recapturada por las fuerzas del Ejército árabe sirio al mismo tiempo que otros suburbios rebeldes.
Unos meses más tarde, en octubre de 2012, el ELS montó una ofensiva y recapturó la ciudad.

## Desarrollo

### Control rebelde de Duma
Según activistas en contacto con la agencia Reuters, el Ejército Libre Sirio erigió barreras de sacos de arena en las calles de Duma y tomó el control efectivo de la ciudad el 21 de enero de 2013. Según activistas en el terreno y el Observatorio Sirio para los Derechos Humanos (OSDH) en el Reino Unido, para el final del día la ciudad entera había caído bajo el control del ejército rebelde y estaba efectivamente aislada del resto del mundo. Sin embargo, los Comités de Coordinación Local desestimaron que el ELS tuviera un control férreo de la ciudad, ya que había informes de activistas que indicaban que a pesar de la retirada, las fuerzas gubernamentales podían regresar.
Al día siguiente, la Comisión General de la Revolución Siria (SRGC) le contó a Al Jazeera que las tropas del ejército sirio estaban entrando en varias áreas del suburbio y las habían bombardeado. El SRGC indicó que habían ocurrido enfrentamientos limitados entre tropas de ambos bandos, y que las explosiones se podían oír desde el Puente de Mesraba y la Calle de Alepo.[cita requerida] El grupo también informó que las tropas habían usado ametralladoras para disparar a las casas en varias áreas de Duma, incluyendo Jisr Mesraba y el Mercado de al-Hal. Al menos una persona murió durante la violencia.[cita requerida] Los enfrentamientos que estallaron en las afueras de Duma entre fuerzas de seguridad y desertores parecían ser un intento poor las tropas gubernamentales de recapturar el pueblo, según el Observatorio Sirio para los Derechos Humanos.[cita requerida] Un vídeo presuntamente por el ELS indicó que si el Ejército Sirio atacaba Duma, lanzarían cohetes al palacio presidencial y ejecutarían a 5 oficiales de alto rango capturados.[cita requerida]
Ese mismo día, por la tarde, un vídeo mostró a combatientes del ELS patrullando por las calles. Mientras, los activistas de la ciudad informaban que la lucha se había desplazado a las afueras de la ciudad, donde el ejército se estaba preparando para recapturar la ciudad mediante el uso de tanques. Al final del día, un activista de la oposición y un combatiente rebelde le contaron a Reuters por teléfono que la lucha había disminuido y los rebeldes controlaban dos tercios de las calles principales de la ciudad. Los rebeldes habían colocado varios puntos de control, y se realizó una procesión fúnebre para los 5 civiles muertos por las fuerzas de seguridad durante el combate. Según los activistas, la procesión atrajo a más de 150.000 protestantes.[cita requerida]

### Contraofensiva gubernamental
El 25 de enero, el reportero de la BBC Jeremy Bowen presentó un informe de audio de Duma, e informó que el centro de la ciudad se encontraba en manos de la oposición. En su informe, Bowen habló con protestantes y con fuerzas de la oposición armada encargadas de los puestos de control.[cita requerida] Al día siguiente, el Ejército Sirio atacó Duma, entrando en la ciudad desde todos los lados, llevando a cabo redadas casa por casa para arrestar a opositores, según los activistas, que agregaron que el ejército no se estaba encontrando ninguna resistencia. Sin embargo, los informes variaban respecto a las fuerzas gubernamentales localizadas en Duma, y también en los suburbios damascenos de Arabeen, Zamalka, Jisreen y Harasta.
Según algunos informes, los soldados del gobierno se encontraron con una fuerte resistencia por parte de la oposición armada, y Hussein Makhlouf, el gobernador de Damasco rural, citado por Reuters, dijo que el gobierno planeaba discutir un cese al fuego con los barrios controlados por la oposición, al igual que se había hecho en Zabadani. En el hospital de la policía en Harasta, el personal dijo que la mayoría de suburbios de Damasco estaba fuera del control gubernamental, y que los combatientes de la oposición estaban atacando directamente a personas relacionadas con el gobierno. También afirmaron que francotiradores habían montado su base en algunos de los minaretes. Algunas mujeres con velo en las zonas controladas por el gobierno de Harasta aseguraron que los rebeldes del suburbio no pertenecían al Ejército Libre Sirio. Sin embargo, dadas las condiciones, era imposible verificar cualquiera de las afirmaciones de la oposición o del gobierno.[cita requerida]

### Recaptura gubernamental
El 29 de enero, alrededor de 2.000 soldados del gobierno apoyados por tanques intentaron retomar suburbios rebeldes de Damasco. Al menos 19 personas murieron, entre ellos catorce civiles y cinco rebeldes durante la ofensiva gubernamental en los suburbios de Damasco, descrita por los locales como "guerra urbana".[cita requerida] Al día siguiente, las ciudades de Duma, Harasta y Saqba estaban bajo asedio, con puntos de control gubernamentales bloqueando todas las carreteras hacia los suburbios y con soldados apostados cada 300 metros en estas ciudades. Un residente de Damasco afirmó que la región estaba parcialmente fuera del control gubernamental.[cita requerida]
El 2 de febrero, se confirmó que el Ejército sirio había retomado Duma unos días antes y que el ELS había huido. Cientos de soldados controlaban las calles, en su mayoría desiertas, y según los activistas, habían arrestado a cientos de personas. Por la noche, una multitud se reunió alrededor de una mezquita para un funeral, y juraron continuar con sus protestas. La victoria total y decisiva se consiguió el 30 de junio, cuando las tropas del ejército entraron en todas las partes de Duma.[cita requerida]

## Desarrollo posterior

Situación de Damasco y sus alrededores entre agosto y octubre de 2012. Duma se encuentra en el noreste de la capital siria.

El 15 de octubre de 2012, 6 rebeldes murieron, principalmente en el bombardeo del suburbio rebelde de Harasta. 24 civiles murieron en un ataque de artillería por el ejército, 11 de ellos en Duma. Se informó de enfrentamientos en Zamalka, con la muerte de 3 soldados como resultado. El día siguiente se informó de grandes enfrentamientos, con los pueblos de Hamurya y al-Ghuta al-Sharqiya fuera de Damasco en manos rebeldes, y combates en otros suburbios. 12 rebeldes y 4 soldados murieron, así como 16 civiles que murieron principalmente en puntos de control militar o debido a bombardeo de artillería.
El 17 de octubre, se informó de enfrentamientos y bombardeos en Duma, en manos del gobierno desde junio, con 3 rebeldes y 6 soldados asesinados en la lucha. Según activistas en el área de al-Ghouta, el Ejército disparó y mató a 6 civiles, incluyendo niños. Un oficial local del gobierno fue asesinado en la ciudad de Damasco. El 18 de octubre un periodista del New York Times visitó Duma e informó que volvía a estar bajo control rebelde.
El 25 de octubre, el Ejército Sirio lanzó ataques con cohetes y con tanques pesados en el suburbio de Harasta, tras la captura rebelde de dos puntos de control militar en los límites del pueblo. El 26 de octubre se llevó a cabo un alto al fuego temporal debido a la festividad musulmana de Eid, que terminó en horas. Harasta fue bombardeada con artillería pesada, matando al menos a 10 personas. El 27 de octubre, 8 murieron en un ataque aéreo en el suburbio rebelde de Irbeen.[cita requerida] Los ataques fueron dirigidos también contra otros suburbios de Damasco como Zamalka y Harasta, mientras los rebeldes tomaban el control de tres puntos militares en las afueras de Duma, matando a 4 soldados.[cita requerida]